# Dan Wen
Dan Wen (14 de junho de 1999) é uma jogadora de hóquei sobre a grama chinesa.

## Carreira
Dan Wen fez sua estreia internacional sênior pela China em 2018, durante uma série de testes contra a Espanha em Málaga. Após sua estreia, ela fez uma série de aparições pela seleção nacional ao longo do ano, principalmente ganhando uma medalha de bronze nos Jogos Asiáticos de 2018 em Jacarta.
Ao longo de sua carreira internacional, Dan Wen conquistou medalhas em três edições do Asian Champions Trophy. Ela ganhou o bronze em três ocasiões, nas edições de 2018 e 2021, ambas realizadas na cidade de Donghae, e na edição de 2023 em Ranchi. Em 2023, Wen ganhou sua primeira medalha de ouro com a seleção nacional. Ela levou para casa o ouro nos Jogos Asiáticos de 2022 em Hangzhou. Ela continuou sua forma na seleção nacional em 2024, aparecendo na quinta temporada da FIH Pro League, bem como no Festival Internacional de Hóquei em Perth.
Nos Jogos Olímpicos de Verão de 2024, em Paris, conquistou a medalha de prata no torneio feminino do hóquei sobre a grama, após confronto na final contra a equipe holandesa por pênaltis.